# Абага (язык)
Абага — почти исчезнувший трансновогвинейский язык Папуа — Новой Гвинеи.
Классификация языка вызывает споры.
По оценкам на 1994 год на нём говорят 5 человек.